# كتائب الإمام علي
كتائب الإمام علي هي الجناح المسلح لحركة العراق الإسلامية، ظهرت على الساحة في نهاية حزيران/يونيو 2014م، الحديثة المنشأ. يبرز نشاطها في مناطق آمرلي وطوز خورماتو وديالى، وتحارب إلى جانب ميليشيات شيعية عراقية أخرى، تعمل كلها بتفويض إيراني.
يرتدى أعضاؤها زي رسمياً ومدججين بالسلاح. نشر محاربون من الجماعة أشرطة فيديو تُظهر الرؤوس المقطوعة لأعدائها المذبوحين في محافظة صلاح الدين. وفي أواخر كانون الأول/ديسمبر 2014م، شرعت الجماعة في تدريب مسيحيين بهدف تشكيل جماعة فرعية تُدعى «كتائب روح الله عيسى بن مريم».
وتقول الحركة عن نفسها وذلك وفقا للموقع الرسمي لكتائب الأمام علي: بانها تنظيم سياسي عسكري مستقل متواجد في العراق والهدف الرئيسي من التأسيس هو الدفاع عن ارض العراق وشعبه والمقدسات من الشمال للجنوب وتهتم كتائب الأمام علي بمصير ومستقبل العراق، وتساهم مع بقية القوى السياسية العراقية وفصائل المقاومة الأخرى في إقامة مجتمع أكثر عدالة وحرية. كما ترفع الكتائب شعارات الالتزام بالوحدة الوطنية في العراق والدعوة إلى رفض الوجود الأجنبي فيه. ويهتم بالقضايا العربية والإسلامية
يقاتل في صفوف كتائب الأمام علي عراقيين من كل المذاهب والأديان سنة، شيعة , مسيحيين، شبك , تركمان
سطروا انتصارات عديدة في ساحة المعارك ضد عدو العراق الأول داعش وحرروا العديد من المدن وأعطت الكتائب من الشهداء العديد ومازالت تقاتل في سبيل أرض العراق وشعبه ومقدساته الأمين العام والقائد للحركة هو الحاج شبل الزيدي

## جرائم حرب
في أغسطس 2015 ظهر أبو عزرائيل نفسه في فيديو وهو يحرق رجلاً معلقاً من أطرافه، ويقوم بتقطيع لحمه بواسطة سكين.

### حرق شاب عراقي في الأنبار
في تاريخ 31 مايو 2015 إنتشر على الإنترت تسجيل مسرب لمسلحين يحملون شعار كتائب الإمام علي وهم يحرقون شخصا بعد تعليقه فوق نار أوقدوها في إطار شاحنة. وبحسب بعض المصادر فإن الضحية يدعى عبد الله عبد الرحمن (23 عاماً) يعمل معلماً، وقامت المليشيا باعتقاله في منطقة ذراع دجلة شمال شرق الفلوجة، واقتادته إلى منزل مهجور، وبعد ضربه حتى فقد الوعي قاموا بتعليقه وحرقه.